# Sukhoi Su-34
El Sukhoi Su-34 (en rus: Сухой Су-34; segons la denominació OTAN: Fullback) és un avió de combat/bombarder de mig abast supersònic, bireactor i biplaça d'origen soviètic. Va volar per primera vegada en 1990, destinat a la Força Aèria Soviètica, i va entrar en servei en 2014 en la Força Aèria Russa.
Fabricat per la companyia estatal russa Sukhoi, es va dissenyar basant-se en la caça de superioritat aèria Su-27. Actualment, només els opera Rússia. A partir del 2023, Algèria esdevindrà el segon país a tenir-los arran d'un acord entre ambdós països.
Es creu que va entrar en combat per primer cop en la guerra a Ossètia del Sud del 2008
L'empresa Sukhoi va produir uns 140 Su-34, dels quals 7 són experimentals. Actualment, la quantitat és menor no només pels accidents, sinó sobretot per les pèrdues arran de la invasió russa d'Ucraïna, en la qual s'hi han confirmat almenys 13 baixes (en data de 24 de setembre del 2022).
Segons un alt directiu de l'empresa, va afirmar en 2013 el cost unitari final fou de poc més de 1.000 milions de rubles (l'equivalent a 32,5 milions de dòlars en aquell moment).

## Especificacions
Dades de Sukhoi, Gordon and Davison, airforce-technology.com, airwar.ru, ria.ru, deagel.com
Característiques generals
- Tripulació: 2
- Longitud: 23,34 m
- Envergadura: 14,7
- Alçada: 6,09
- Superfície de l'ala 62,04 m²
- Perfil: 5%[30]
- Pes màxim d'enlairament: 45.100 kg

 Rendiment 
- Velocitat màxima: Mach 1,8 (1900 km/h) a altitud
- Velocitat de creuer: 1.300 km/h
- Abast de combat: 1.100 km  (radi d'acció amb una càrrega d'armes estàndard de 12.000 kg)[31][32]
- Abast en trasllat: 4500 km
- Sostre de servei: 17.000 m

Armament

- Metralladores: 1 × canó automàtic Gryazev-Shipunov GSh-30-1 de 30 mm amb 180 rondes[33]
- Punts d'ancoratge: 12 × en l'ala i el fuselatge amb una capacitat de 12.000-14.000 kg (26455.471-30,864.7 Ib)[34][35]
  -     - Compartiments múltiples per a coets B-8 rocket pods per 20 × S-8 KOM/OM/BM
    - Compartiments múltiples per a coets B-13 per 5 × S-13T/OF
    - Compartiments múltiples per a coets O-25 per 1 × S-25OFM-PU
    - S-80FP i provisions per portar combinacions de:

  - Míssils: *** Míssils aire-aire:
    -       - 2 × R-27R/ER/T/ET
      - 2 × R-73
      - 2 × R-77

    - Míssils aire-superfície:
      - Kh-25ML/MT
      - Kh-29L/T/D
      - Kh-31A/AD
      - Kh-35U
      - Kh-38MAE/MKE/MLE/MTE
      - Kh-58
      - Kh-59ME/MK/MK2

    - Míssils antivaixell:
      - P-800 Oniks[36] weight of 1500 kg with a range of up to 300 km and a speed in the range of numbers M = 2.2–3.0. Officially not in service.[36][37]
      - Kh-41

    - Míssils antiradiació:
      - Kh-25MP
      - Kh-58
      - Kh-31P/PD

    - Míssils de creuer:
      - Kh-36
      - Kh-65S/SE
      - Kh-SD

  - Bombes: *** KAB-500Kr TV-guided bomb
    - Bomba guiada per làser KAB-500L
    - Bomba guiada KAB-500OD
    - Bomba guiada per satèl·lit KAB-500S-E
    - Bomba guiada per TV KAB-1500Kr
    - Bomba guiada per làser KAB-1500L
    - Bomba OFAB-250-270
    - Bomba OFAB-100-120
    - Bomba FAB-500T
    - 2 × BETAB-500SHP
    - Bomba P-50T
    - Bomba ODAB-500PM
    - Bomba de dispersió RBK-500
    - Bomba SPBE-DAviònica
- Radar PESA V004
- Sistemes de mesures electròniques Khibiny
- Sistema de mesures electròniques SAP-14
- Sistema de mesures electròniques SAP-518
- Sistema de radiovigilància UKR-RT SIGINT
- Receptor d'alerta radar (RWR) L150 Pastel